# 루체른-이멘제 철도 노선
루체른-이멘제 철도 노선(Lucerne–Immensee railway line)은 루체른과 고트하르트 철도의 기점인 이멘제를 연결하는 스위스의 철도 노선이다. 그것은 고트하르트반-게젤샤프트(GB)에 의해 건설되었으며 1897년 6월 1일 루체른에서 고트하르트 철도까지의 접근로로 개통되었다. 1909년 5월 1일 고트하르트 철도의 국유화와 함께 이 노선은 스위스 연방 철도(SBB)의 소유가 되었다.

## 노선
이 노선에는 7개의 역이 있으며 루체른과 메겐의 지자체와 퀴스나흐트 지역에 정차한다. 노선은 단일 선로이며 횡단 이동은 퀴스나흐트 암 리기, 메겐 및 루체른 교통박물관역(2007년까지 뷔르첸바흐 횡단 루프로 운영)에서만 가능하며, 이 역은 30분마다 운행되는 서비스 노선의 결과로 사용된다.
루체른과 이멘제 사이의 노선은 1994년에 폐쇄될 위기에 처했으며, 여객 교통 수단을 버스로 이동시켜야 했다.
1997년에는 퀴스나흐트의 새로운 역을 포함하여 다양한 보수 공사를 허용하기 위해 노선이 완전히 차단되었다. 그 이후로 루체른으로 가는 고타드 장거리 열차는 로트크로이츠를 경유하고, 퀴스나흐트를 경유하는 노선은 지역 교통과 로만스호른으로 가는 장거리 열차를 위해 예약되었다.
메겐 첸트룸의 정차는 루체른 S-반의 일부로 2006년에 개시되었다. 루체른 교통박물관역은 뷔르첸바흐 통과 루프(Dienststation) 지역에 만들어졌으며 2007년에 개통되었다.
2011년 3월부터 퀴스나흐트역이 재건되었다. 지하도가 포함된 섬 플랫폼이 건설되어 보행자가 하나의 플랫폼에 도달하기 위해 선로를 건너기 위해 사용했던 이전 수평 건널목을 제거했다. 이것은 역을 지역 교통 허브로 업그레이드하는 프로젝트의 일부이다.

## 철도 운행
이 노선은 루체른-퀴스나흐트-브루넨선의 루체른 S-반 S3 노선과 시간당 포어알펜 익스프레스 서비스로 운행된다. 후자는 루체른 교통박물관, 메겐 첸트룸 및 퀴스나흐트에 정차하며 S-반은 모든 역을 운행한다. 두 노선은 약 30분 간격으로 운행한다. 하루의 가장자리와 아침 피크타임에 포어알펜 익스프레스 열차는 로만스호른에서 라퍼스빌 또는 헤리자우까지만 운행된다. 브룬넨 또는 아트-골다우와 루체른 사이에서 S3 서비스는 30분 간격으로 운행되며, 모든 정류장을 운행한다.